# 郝富有
郝富有（？—？）為中國清朝武官官員，本籍湖北。郝富有於1875年（光緒1年）奉旨接替唐守贊，於台灣地區擔任台灣北路協副將。而隸屬台灣鎮之下的此官職是台灣清治時期中的這階段，台南以北之台灣中南部及北部的駐地最高武官將領。翌年，遭革職，「永不敘用」。